# Seubam Lhok
Seubam Lhok is een bestuurslaag in het regentschap Aceh Besar van de provincie Atjeh, Indonesië. Seubam Lhok telt 308 inwoners (volkstelling 2010).